# شهرستان آرتاشات
شهرستان آرتاشات (ارمنی: Արտաշատի շրջան) یکی از سی و هفت شهرستان  در تقسیم‌بندی جمهوری شوروی سوسیالیستی ارمنستان بود. مرکز این شهرستان آرتاشات بود. طبق سرشماری سال ۱۹۸۷ میلادی جمعیت آن بالغ بر ۹۲٬۵۰۰ تن و مساحت آن ۵۱۷٫۳ کیلومتر مربع بود. 

## مناطق مسکونی
- آبوویان
- آزاتاوان
- آیگزارد
- آیگپات
- آیگستان
- آراکساوان
- آروشات
- باقرامیان
- بایبرد
- باردزراشن
- بردیک
- برکانوش
- بیوراوان
- بوراستان
- گتازات
- Դալար
- دغدزوت
- دیمیتروف
- دیتاک
- دوین
- لانجازات
- کاناچوت
- کاکاوابرد
- هنابرد
- هووتاشن
- ماسیس
- مخچیان
- مرگانوش
- مرگاوان
- مرگاوت
- نارک
- نشاوان
- نوراشن
- شاهومیان
- ووستان
- جراشن
- وارداشن
- ورین آرتاشات
- ورین دوین
- کاغتسراشن

## نگارخانه

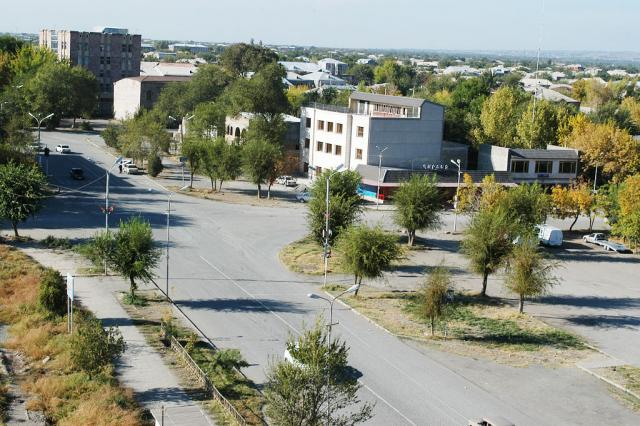
آرتاشات
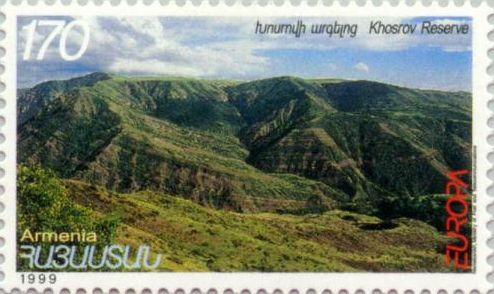
ذخیره‌گاه دولتی جنگل خسرو
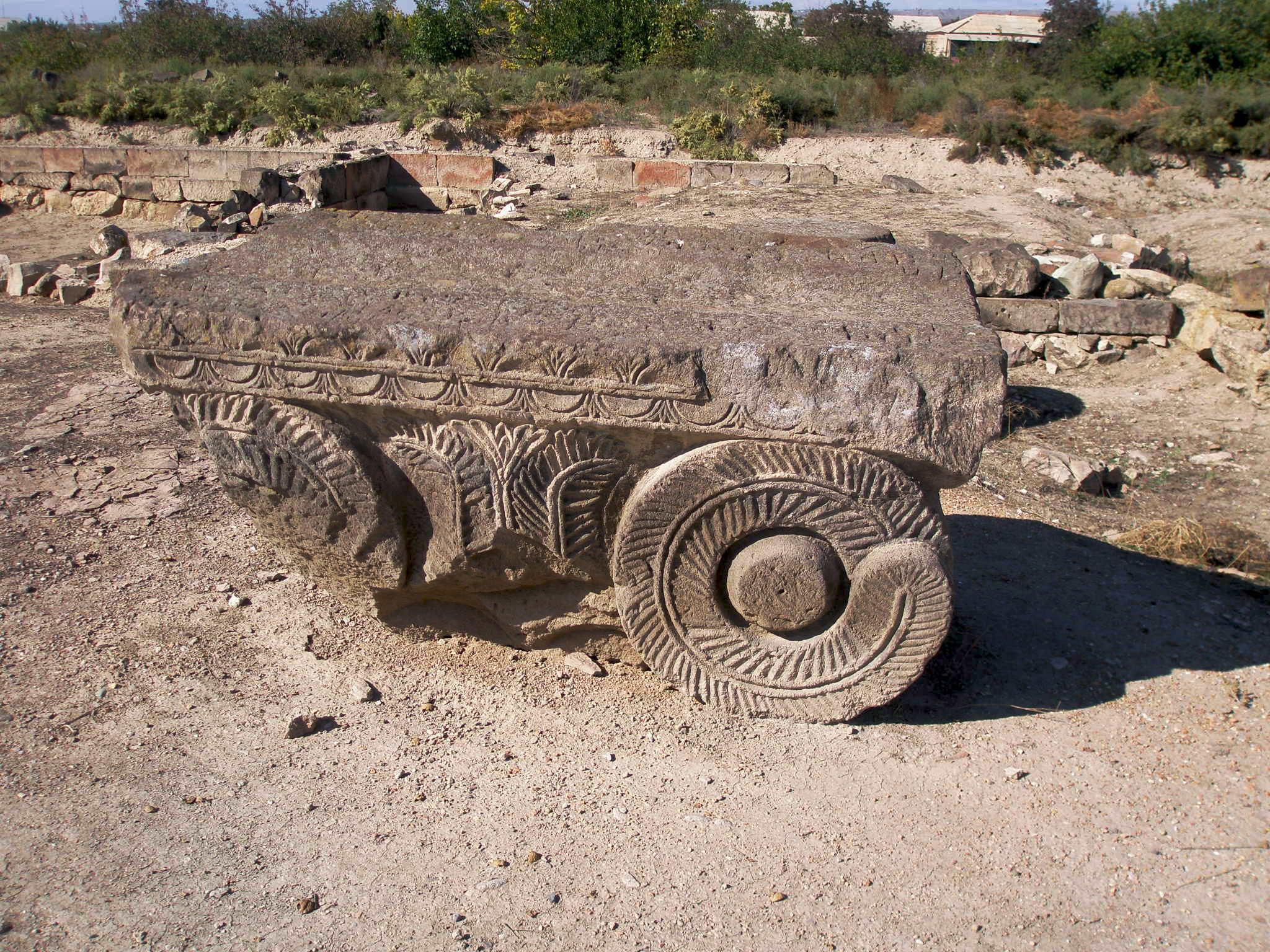
խոյակ دوین (شهر باستانی)ում